# Sympetrum flaveolum
Sympetrum flaveolum là loài chuồn chuồn trong họ Libellulidae. Loài này được Linnaeus mô tả khoa học đầu tiên năm 1758.
Loài chuồn chuồn này được tìm thấy ở Châu Âu và giữa và bắc Trung Quốc. Chúng chỉ sinh sản trong nước tù đọng, thường là trong các vũng lầy than bùn. Mặc dù không cư trú ở Vương quốc Anh, nhưng đôi khi nó vẫn di cư đến đó với một số lượng lớn. Những 'năm xâm lấn' như vậy xảy ra vào các năm 1906, 1926, 1945, 1953 và 1995. Cứ mỗi dịp lại có một đàn nhỏ sinh sản xuất hiện, nhưng chúng luôn biến mất sau một vài năm.
Con đực có thân màu đỏ, con cái và con đực đều có lượng lớn màu vàng nghệ ở vùng đáy của mỗi cánh, đặc biệt dễ nhận thấy ở hai cánh sau. 

## Hình ảnh

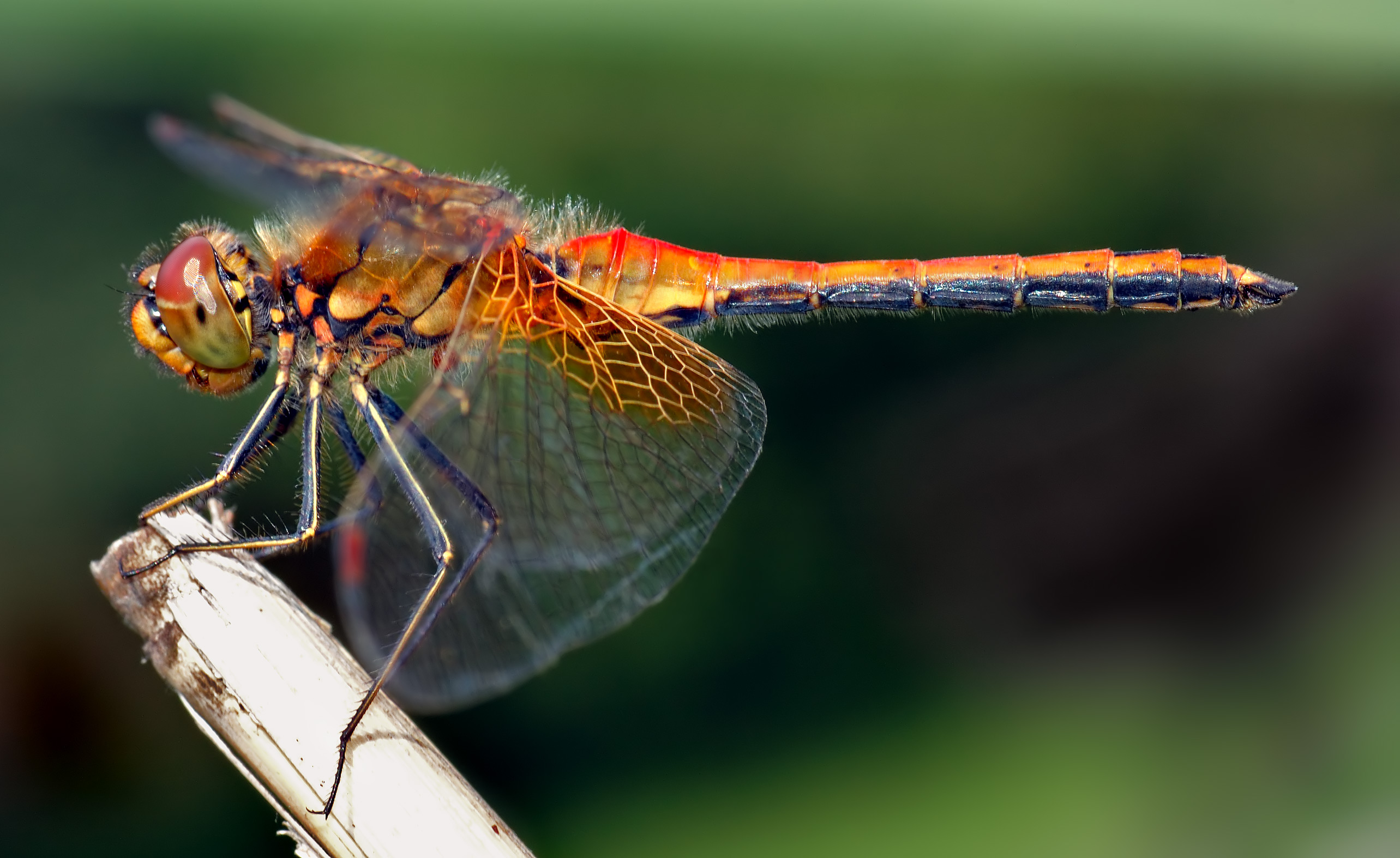
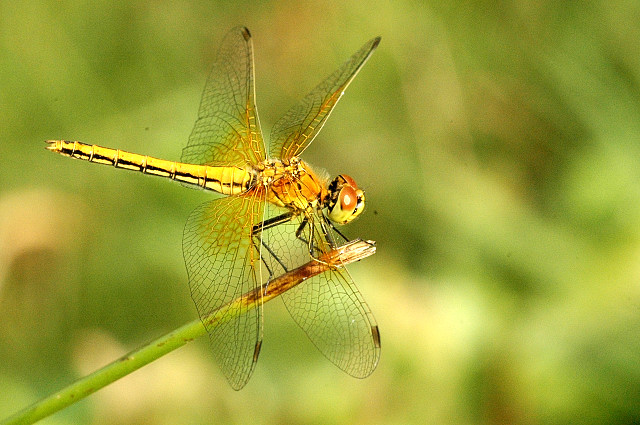
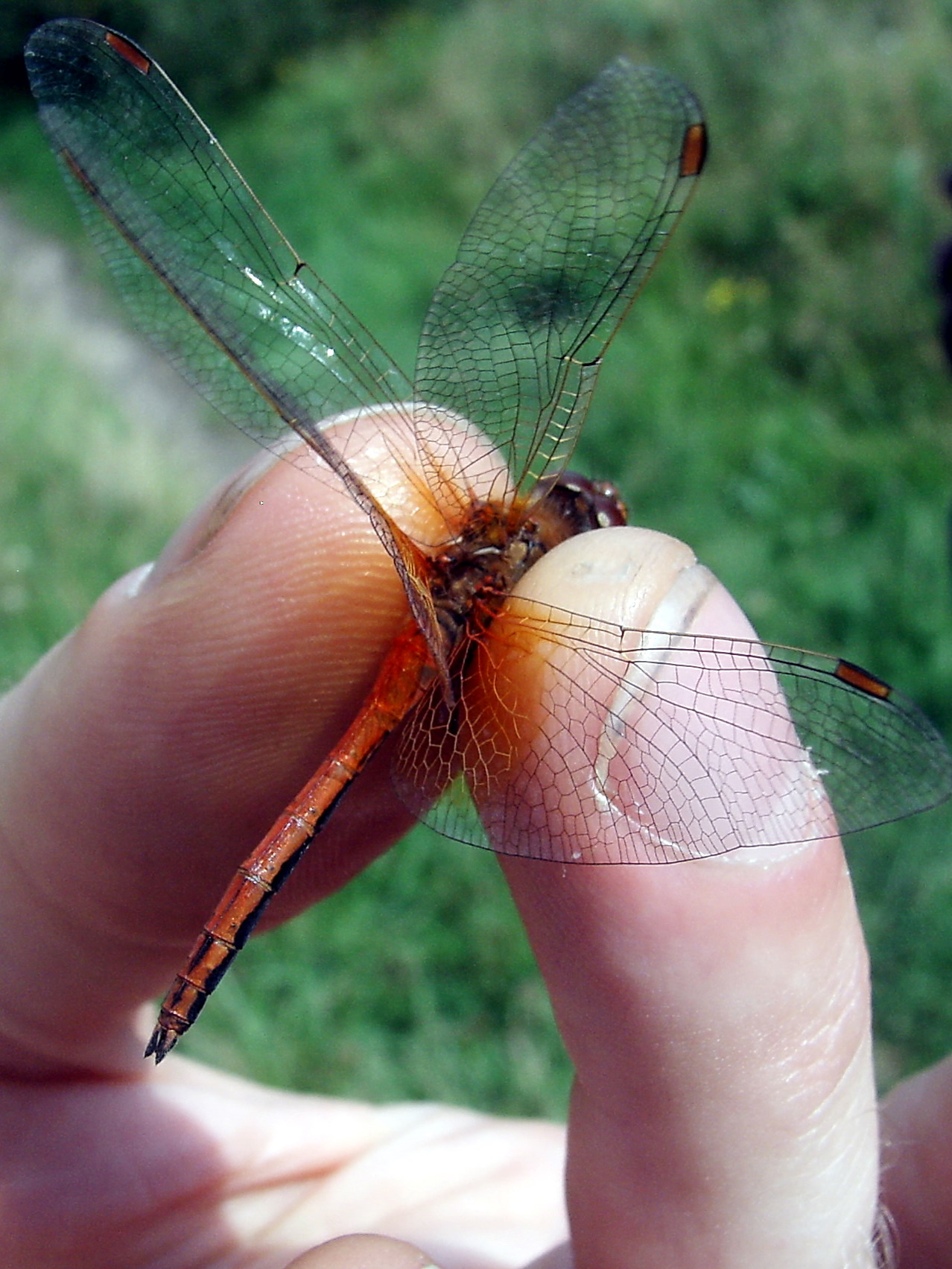
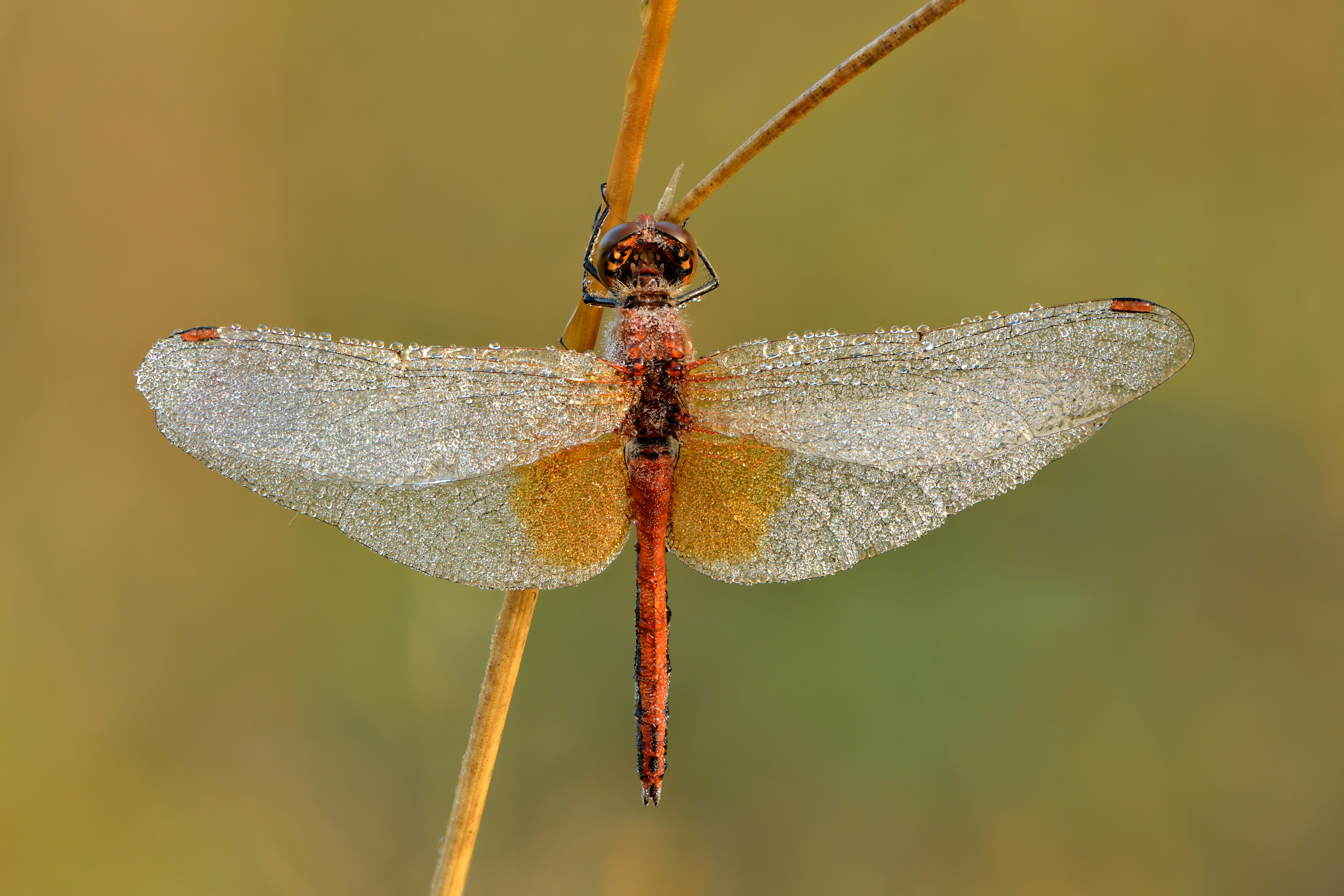
Giống đực
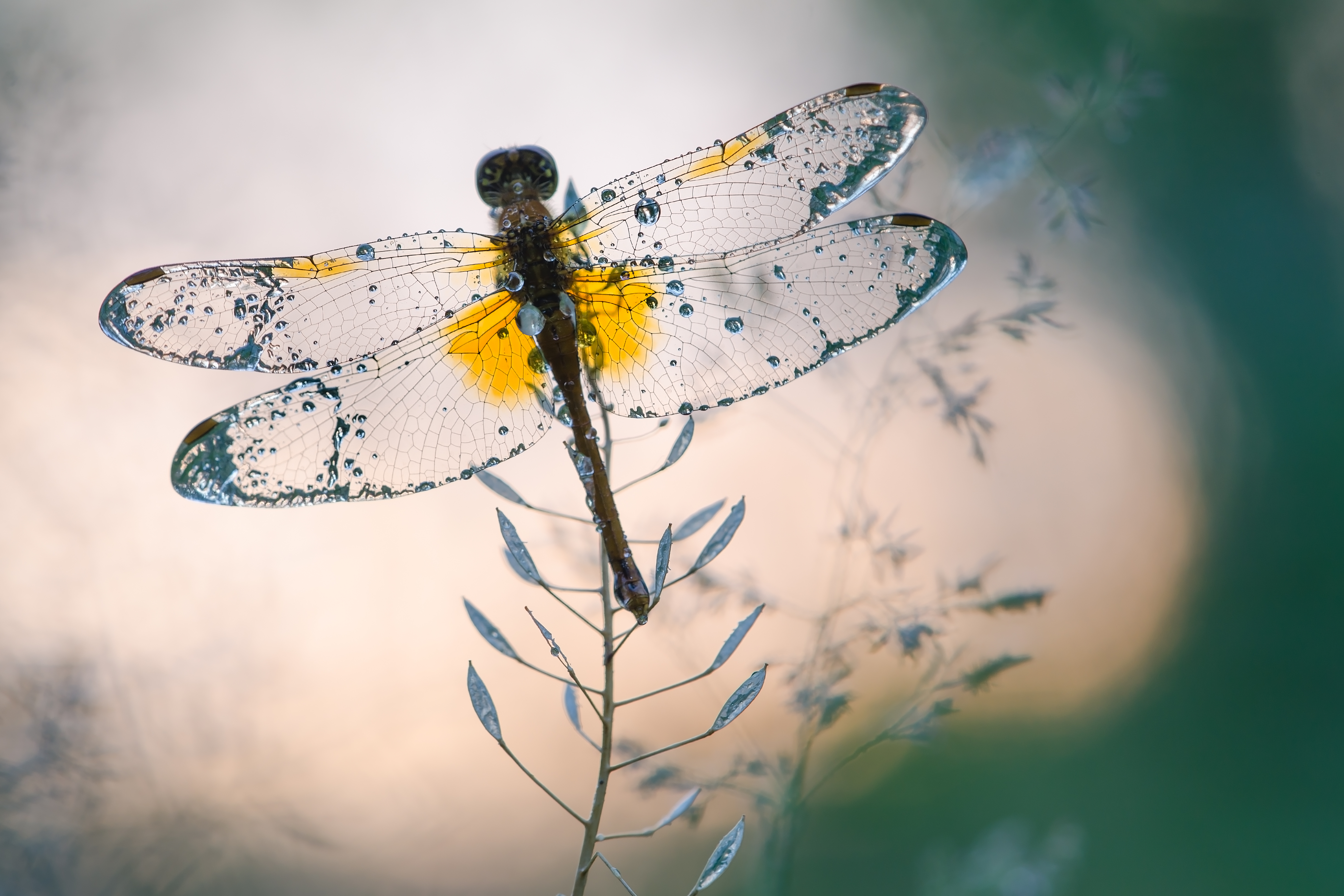